# Campo di bit
Un campo di bit è una struttura dati utilizzata nella programmazione del computer. Consiste di un numero di locazioni di memoria del computer adiacenti che sono state allocate per contenere una sequenza di bit, memorizzate in modo che ogni singolo bit o gruppo di bit all'interno dell'insieme possa essere indirizzato. Un campo di bit è più comunemente usato per rappresentare tipi di dato primitivi di larghezza di bit fissa nota.
Il significato dei singoli bit all'interno del campo è determinato dal programmatore; ad esempio, il primo bit in un campo di bit (situato all'indirizzo di base del campo) viene talvolta utilizzato per determinare lo stato di un particolare attributo associato al campo di bit.
All'interno di microprocessori e altri dispositivi logici, raccolte di campi di bit denominati "flag" sono comunemente utilizzati per controllare o indicare lo stato intermedio o il risultato di particolari operazioni. I microprocessori hanno tipicamente un registro di stato composto da tali flag, utilizzati per indicare varie condizioni post-operazione, ad esempio un overflow aritmetico. I flag possono essere letti e usati per decidere le operazioni successive, come nell'elaborazione delle istruzioni di salto condizionale. Ad esempio, un JE ... JE ... JE ... (Salta se uguale) nel linguaggio assembly x86 risulterà in un salto se il flag Z (zero) è stato impostato da qualche operazione precedente.
Un campo di bit si distingue da un array di bit in quanto quest'ultimo viene utilizzato per memorizzare un ampio insieme di bit indicizzati da numeri interi ed è spesso più ampio di qualsiasi tipo integrale supportato dal linguaggio.  I campi di bit, d'altra parte, tipicamente rientrano in una word del calcolatore, e la denotazione dei bit è indipendente dal loro indice numerico.

## Implementazione
I campi di bit possono essere utilizzati per ridurre il consumo di memoria quando un programma richiede un numero di variabili intere che avranno sempre valori piccoli. Ad esempio, in molti sistemi la memorizzazione di un valore intero richiede due byte (16 bit) di memoria; a volte i valori da memorizzare necessitano effettivamente solo uno o due bit. Il fatto che un certo numero di queste minuscole variabili condivida un campo di bit consente un impacchettamento efficiente dei dati nella memoria.
In C e C++, i campi di bit definiti dall'implementazione nativa possono essere creati utilizzando unsigned int, signed int o, in C99, _Bool. In questo caso, il programmatore può dichiarare una struttura per un campo di bit che etichetta e determina la larghezza di diversi sottocampi. Campi di bit dello stesso tipo dichiarati adiacenti possono quindi essere impacchettati dal compilatore in un numero ridotto di parole, rispetto alla memoria utilizzata se ogni "campo" dovesse essere dichiarato separatamente.
Per i linguaggi prive di campi di bit nativi o in cui il programmatore desidera un controllo rigoroso sulla rappresentazione dei bit risultante, è possibile manipolare manualmente i bit all'interno di un tipo di parola più grande. In questo caso, il programmatore può impostare, testare e modificare i bit nel campo utilizzando combinazioni di mascheramento e operazioni bitwise.

## Esempi

### Linguaggio di programmazione C
Dichiarazione di un campo bit in C e C++:
```
// nascosto e visibile

#define SI 1

#define NO 0

// stili di linea

#define CONTINUO     1

#define PUNTEGGIATO  2

#define TRATTEGGIATO 3

// colori primari

#define BLU   4 
/* 100 */

#define VERDE 2 
/* 010 */

#define ROSSO 1 
/* 001 */

// colori misti

#define NERO     0                    
/* 000 */

#define GIALLO  (ROSSO | VERDE)       
/* 011 */

#define MAGENTA (ROSSO | BLU)         
/* 101 */

#define CIANO   (VERDE | BLU)         
/* 110 */

#define BIANCO  (ROSSO | VERDE | BLU) 
/* 111 */

const
 
char
*
 
colori
[
8
]
 
=
 
{
"Nero"
,
 
"Rosso"
,
 
"Verde"
,
 
"Giallo"
,
 
"Blu"
,
 
"Magenta"
,
 
"Ciano"
,
 
"Bianco"
};

// Proprietà del struttura di campi di field

struct
 
PropBox

{

 
unsigned
 
int
 
opaco
        
:
 
1
;

 
unsigned
 
int
 
riempi_colore
:
 
3
;

 
unsigned
 
int
              
:
 
4
;
 
// Riempie fino all'ottavo bit

 
unsigned
 
int
 
mostra_bordo
 
:
 
1
;

 
unsigned
 
int
 
colore_bordo
 
:
 
3
;

 
unsigned
 
int
 
stile_bordo
  
:
 
2
;

 
unsigned
 
char
             
:
 
0
;
 
// Riempie fino al byte più vicino (16 bit)

 
unsigned
 
char
 
larghezza
   
:
 
4
,
 
// Divide un byte in due campi di 4 bit

               
altezza
     
:
 
4
;

};

```

Il layout dei campi di bit in una struct C è definito dall'implementazione. Per avere un comportamento che rimanga prevedibile tra i vari compilatori, potrebbe essere preferibile emulare i campi di bit con gli operatori bit a bit e non:
```
/
 
*
 
Ciascuna
 
di
 
queste
 
direttive
 
del
 
preprocessore
 
definisce
 
un
 
singolo
 
bit
,

corrispondente
 
ad
 
un
 
pulsante
 
sul
 
controller
.
 
L
'
ordine
 
dei
 
pulsanti

corrisponde
 
a
 
quello
 
del
 
Nintendo
 
Entertainment
 
System
.
 
*
 
/

#define KEY_RIGHT  (1 << 0) 
/* 00000001 */

#define KEY_LEFT   (1 << 1) 
/* 00000010 */

#define KEY_DOWN   (1 << 2) 
/* 00000100 */

#define KEY_UP     (1 << 3) 
/* 00001000 */

#define KEY_START  (1 << 4) 
/* 00010000 */

#define KEY_SELECT (1 << 5) 
/* 00100000 */

#define KEY_B      (1 << 6) 
/* 01000000 */

#define KEY_A      (1 << 7) 
/* 10000000 */

int
 
gameControllerStatus
 
=
 
0
;

/* Imposta il gameControllerStatus usando OR */

void
 
KeyPressed
(
 
int
 
key
 
)
 
{
 
gameControllerStatus
 
|=
 
key
;
 
}

/* Disattiva un tasto in gameControllerStatus usando AND e ~ (NOT binario) */

void
 
KeyReleased
(
 
int
 
key
 
)
 
{
 
gameControllerStatus
 
&=
 
~
key
;
 
}

/* Verifica se un bit è settato utilizzando AND */

int
 
IsPressed
(
 
int
 
key
 
)
 
{
 
return
 
gameControllerStatus
 
&
 
key
;
 
}

```